# Шурдаху
Шурдаху (алб. Ishulli i Shurdhahut) — озёрный остров в северной Албании, в 8 км к востоку от Шкодера, в водохранилище Вау-и-Дейес на реке Дрин, напротив села Ррагами. Остров площадью 4,6 га (0,046 км²) образовался в результате подъёма уровня реки Дрин при заполнении водохранилища Вау-и-Дейес в 1970—1980-х годах. На острове находятся руины средневекового города.

## История
На полуострове на левом берегу реки Дрин находился город Шурда (Шурдаху, Shurdhahu). Он отождествляется с городом Сарда (Сард, Sarda, др.-греч. Σάρδος) в Иллирии, жители которого в античности звались сарденами (Σαρδηνοί). Предположительно в IV веке была построена крепость. Древнейшие останки города относятся к VIII—VIII вв. Город процветал в XI—XIII вв. и стал крупнейшим в северной Албании. В XI веке Сарда стала центром епархии, в XII веке — архиепархии Малый Пулати (Polatum Minus), которая подчинялась митрополии Бара. В XIV веке кафедра епархии перенесена в Сапу и город пришёл в упадок. Город стёрт при османском нашествии в 1491 году и окончательно заброшен.
При сооружении плотины ГЭС Вау-и-Дейес были проведены спасательные археологические полевые работы в 1967—1970 годах под руководством Хены Спахиу и Дамиана Коматы. Была раскопана стена периметром 690 м с 11 башнями, жилища, руины небольшой прямоугольной каменной церкви с полукруглой апсидой, найдены монеты и украшения. В 2015 году исследования были возобновлены совместной французско-албанской экспедицией.
Две концентрические стены делили город на нижний и верхний.
Древний город частично затоплен при заполнении водохранилища Вау-и-Дейес, плотина которого сооружена в 1967—1971 годах. При подъёме уровня воды полуостров в 1980-х годах превратился в остров. Под воду в 1970-х годах ушли пригороды и западные кварталы за стенами города, в том числе некрополь и две церкви.